# Mathildella kyushupalauensis
Mathildella kyushupalauensis is een krabbensoort uit de familie van de Mathildellidae. De wetenschappelijke naam van de soort is voor het eerst geldig gepubliceerd in 2004 door Takeda & Watabe.